# درویویچ اسپا
latitudeدرویویچ اسپاlongitudeدرویویچ اسپا

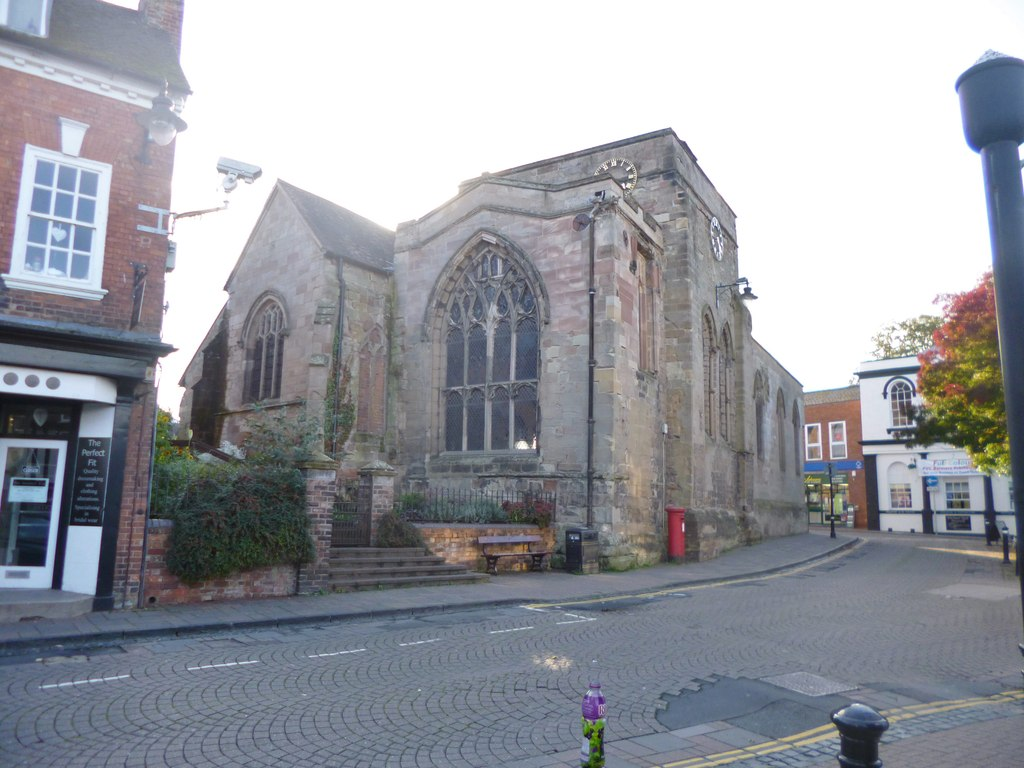
خیابانی زیبا در درویویچ اسپا

درویویچ اسپا (به انگلیسی: Droitwich Spa) یک شهرک در بریتانیا است که در انگلستان واقع شده‌است.

## خصوصیات
درویویچ اسپا ۲۲٬۵۸۵ نفر جمعیت دارد.

## خواهرخوانده
شهرهای دولا، ووآرون و باد امس خواهرخوانده‌های درویویچ اسپا هستند.